# Detlef Borrmann
Detlef Borrmann (* um 1938) ist ein deutscher Rechtsanwalt und ehemaliger Staatssekretär im Berliner Senat.

## Biografie
Detlef Borrmann studierte nach dem Abitur 1957 an der Freien Universität Berlin Rechtswissenschaften und trat 1965 in den Dienst der Berliner Landesverwaltung. Von 1973 bis 1989 amtierte er als Kanzler der Freien Universität Berlin. Anschließend wechselte er als Staatssekretär in die Senatsverwaltung des Inneren (bis 1991) und amtierte dann bis 1999 als Justizstaatssekretär.
Seit 2000 ist er als Rechtsanwalt tätig.

## Partei und Politik
Detlef Borrmann trat 1959 in die SPD ein.